# Сергеевская богадельня
Богаде́льня Серге́евская — благотворительное заведение (дом призрения) в Бежецке, построенное на средства бежецкой купчихи П. И. Сергеевой. Названа в честь Федора Сергеевича и Прасковьи Ивановны Сергеевых.
Расположена на пересечении улиц Спасская и Рыбинская (до 1917 г. — Никольский переулок).

## История
В 1900 году Бежецкая городская дума выделила земельный участок под строительство богадельни.
Богадельня была построена в 1903—1904 годах. Она была рассчитана на приют и полное содержание 50 человек (40 женщин и 10 мужчин).
При богадельне была создана надзорная комиссия, в которую городской думой на четыре года избирались почётные граждане города и богатые купцы. Активное участие в управлении богадельней до конца жизни принимала и Прасковья Ивановна Сергеева.
В угловом зале второго этажа располагалась домовая церковь Федора Стратилата и Параскевы (Пятницы). Богослужения в ней прекратились не позже 1920 г.
Во время Первой мировой войны с 1914 по 1918 г. здание было занято под лазарет Международного Красного Креста.
В советское время в здании долгие годы размещалась средняя школа № 3.
В годы Отечественной войны располагался военный госпиталь.
С 1991 года в здании находится педагогическое училище. В 2010 году училище преобразовано колледж им. А. М. Переслегина.

## Архитектура
Здание построено в стиле эклектики с ориентацией на маньеризм, в планировке ощущается влияние стиля модерн. Стены сделаны из красного кирпича.
Конструктивно здание состоит из двух соединённых между собой частей, каждая из которых представляет собой двухэтажную постройку. Меньшая из этих частей находится на углу улиц, а бо́льшая примыкает к ней с северной стороны, продолжая восточный фасад.
Здание украшает высокий фигурный фронтон над южным торцовым фасадом, в его основании установлены крупные волюты, а над верхом поднимается шпиль на тумбе. Изначально фронтон венчала луковичная главка домовой церкви.
Основная часть окон — прямоугольные в наличниках, за исключением окон второго этажа меньшей части здания, которые архитектор сделал более крупными арочными.
Все три входа в здание устроены с восточной стороны. Парадный вход защищён металлическим зонтом на кронштейнах сложного рисунка.
Внутренние помещения здания богадельни сформированы продольными и поперечными стенами.
Интерьер отличался двухстворчатыми филёнчатыми дверями и кафельными печами.